# L'Étoile de Robinson
Pour plus de détails, voir Fiche technique et Distribution.
L'Étoile de Robinson (Øen i Fuglegaden) est un film danois réalisé par Søren Kragh-Jacobsen, sorti en 1997.

## Synopsis
Pendant la Seconde Guerre mondiale, un jeune garçon juif essaie de survivre dans les ruines du ghetto de Varsovie.

## Fiche technique
- Titre : L'Étoile de Robinson
- Titre original : Øen i Fuglegaden
- Titre anglais : The Island on Bird Street
- Réalisation : Søren Kragh-Jacobsen
- Scénario : John Goldsmith et Tony Grisoni d'après le roman d'Uri Orlev
- Musique : Zbigniew Preisner
- Photographie : Ian Wilson
- Montage : David Martin
- Production : Rudy Cohen et Tivi Magnusson
- Société de production : April Productions, Connexion Film Productions, Danmarks Radio, M&M Productions et Moonstone Entertainment
- Société de distribution : Eurozoom (France)
- Pays de production :  Danemark,  Royaume-Uni,  Allemagne et  France
- Genre : frame et guerre
- Durée : 107 minutes
- Dates de sortie : 
  - Danemark : 11 avril 1997
  - France : 10 juin 1998

## Distribution
- Patrick Bergin : Stefan
- Jordan Kiziuk : Alex
- Jack Warden : Boruch
- James Bolam : le docteur Studjinsky
- Stefan Sauk : Goehler
- Simon Gregor : Henryk
- Lee Ross : Freddy
- Suzanna Hamilton : la mère de Stasya
- Sian Nicola Liquorish : Stasya
- Michael Byrne : Bolek
- Heather Tobias : Mme. Studjinsky
- Leon Silver : M. Gryn
- Sue Jones-Davies : Mme. Gryn
- Nigel John Whitear : Yanek
- Misha Daniel King : Avrum
- Nicole Maria Hann : Tsyppora
- Marek Grabowski : Adam
- Phil-Alexander Szalek : Yossi
- Marcin Herman : Joseph
- Pawel Lauterbach : Benny
- Jacek Milczanowski : Yitzak
- Pawel Okonski : Richter
- Leon Niemczyk : Podulski
- Katazyna Suszyto : Miriam
- Juilta Wotoszynska : la mère de Benny

## Distinctions
Le film a été présenté en sélection officielle en compétition lors de Berlinale 1997.